# Robert Quarry
Robert Walter Quarry (Santa Rosa, 3 november 1925 - Woodland Hills (Los Angeles),20 februari 2009) was een Amerikaans acteur. Hij was vooral bekend van zijn optredens in horrorfilms.
Onder zijn films zijn te vermelden  Agent for H.A.R.M., Count Yorga, Vampire (1970), en het vervolg The Return of Count Yorga (1971) en Dr. Phibes Rises Again (1972), waarin hij een race rijdt tegen Vincent Price in een zoektocht naar het mythische levenselexir. De twee speelden later ook met elkaar in Madhouse (1974). Door een verkeersongeluk werd Quarry's aangezicht verminkt, maar nadien trad hij nog op in vele tv-shows en ook in B-films, waar hij een favoriet acteur van regisseur Fred Olen Ray was.
- Biblioteca Nacional de España: XX4999920
- Bibliothèque nationale de France: cb17797838s (data)
- Gemeinsame Normdatei: 120330708X
- International Standard Name Identifier: 0000 0000 4216 3159
- Library of Congress Control Number: no98075772
- SNAC: w6r51djw
- Virtual International Authority File: 73471966
- WorldCat: E39PBJg8DYtbmdwv7PPjGQbjmd